# Castillon (Alpes-Maritimes)
Castillon [kastijɔ̃] (okzitanisch Castilhon; italienisch Castiglione) ist ein Dorf und eine Gemeinde im französischen Département Alpes-Maritimes in der Region Provence-Alpes-Côte d’Azur. Die Gemeinde gehört zum Arrondissement Nizza und zum Kanton Menton. Die Bewohner nennen sich die Castillonnais.

## Geographie
Die Gemeinde liegt auf einem Ausläufer der französischen Seealpen und grenzt im Norden an Sospel, im Osten an Castellar, im Süden an Menton und Sainte-Agnès und im Westen an Peille. 

## Geschichte
Früher verlief mit dem Tramway de Menton à Sospel eine schmalspurige Eisenbahnstrecke von Menton nach Sospel via Castillon.
Im Winter 1944/45 wurde Castillon durch ein Bombardement in Mitleidenschaft gezogen.

### Bevölkerungsentwicklung
| Jahr      | 1962 | 1968 | 1975 | 1982 | 1990 | 1999 | 2008 | 2014 |
| --------- | ---- | ---- | ---- | ---- | ---- | ---- | ---- | ---- |
| Einwohner | 82   | 97   | 55   | 79   | 187  | 282  | 342  | 380  |

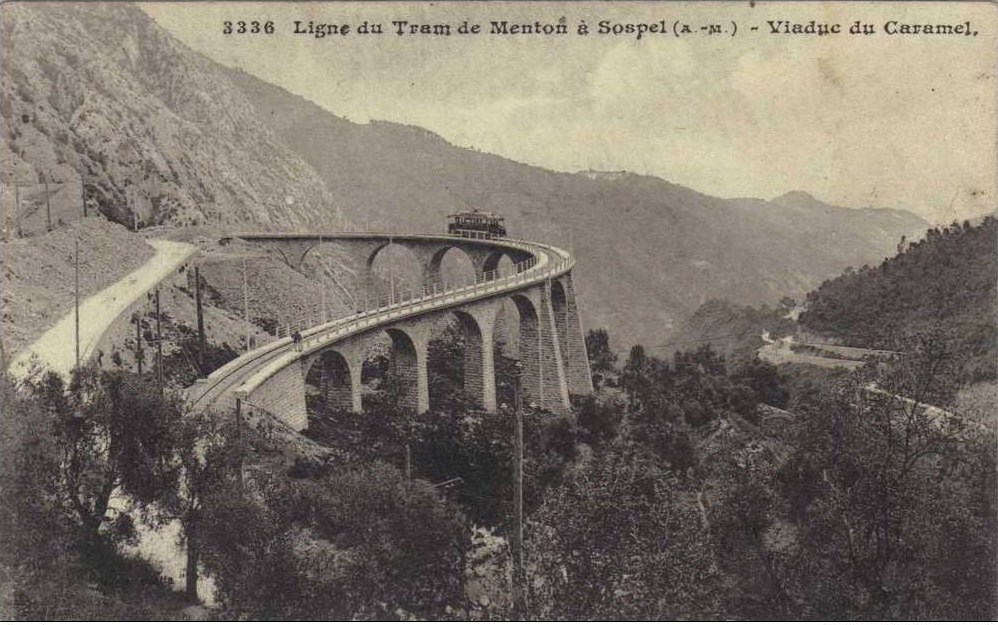
Der Viaduc du Caramel mit einem Zug des Tramway de Menton à Sospel (1920)
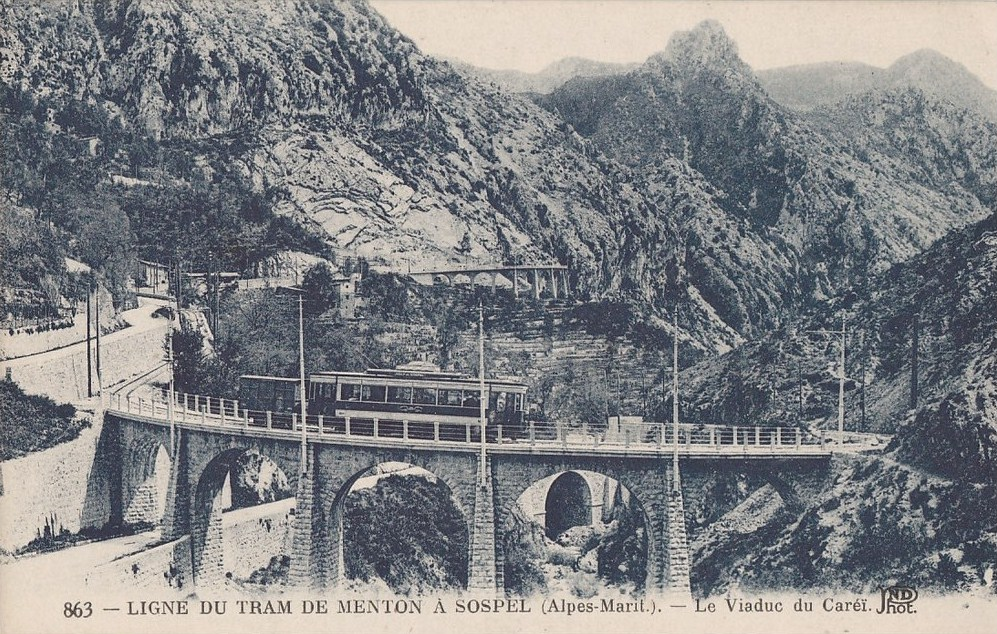
Der Viaduc du Carréi, ebenfalls für den Tramway de Menton à Sospel erbaut, um das Jahr 1910
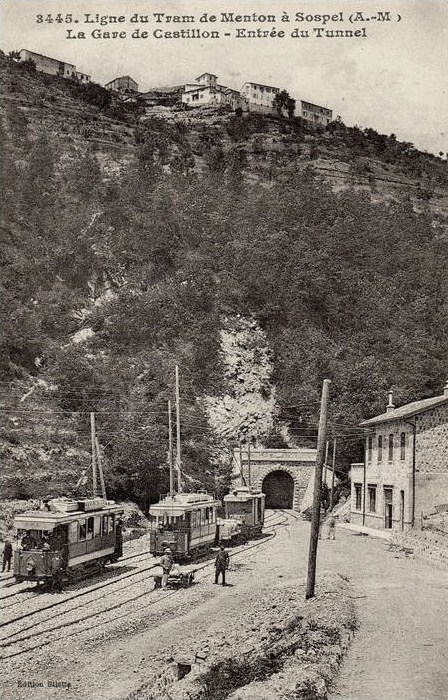
Ehemaliger Bahnhof Castillon
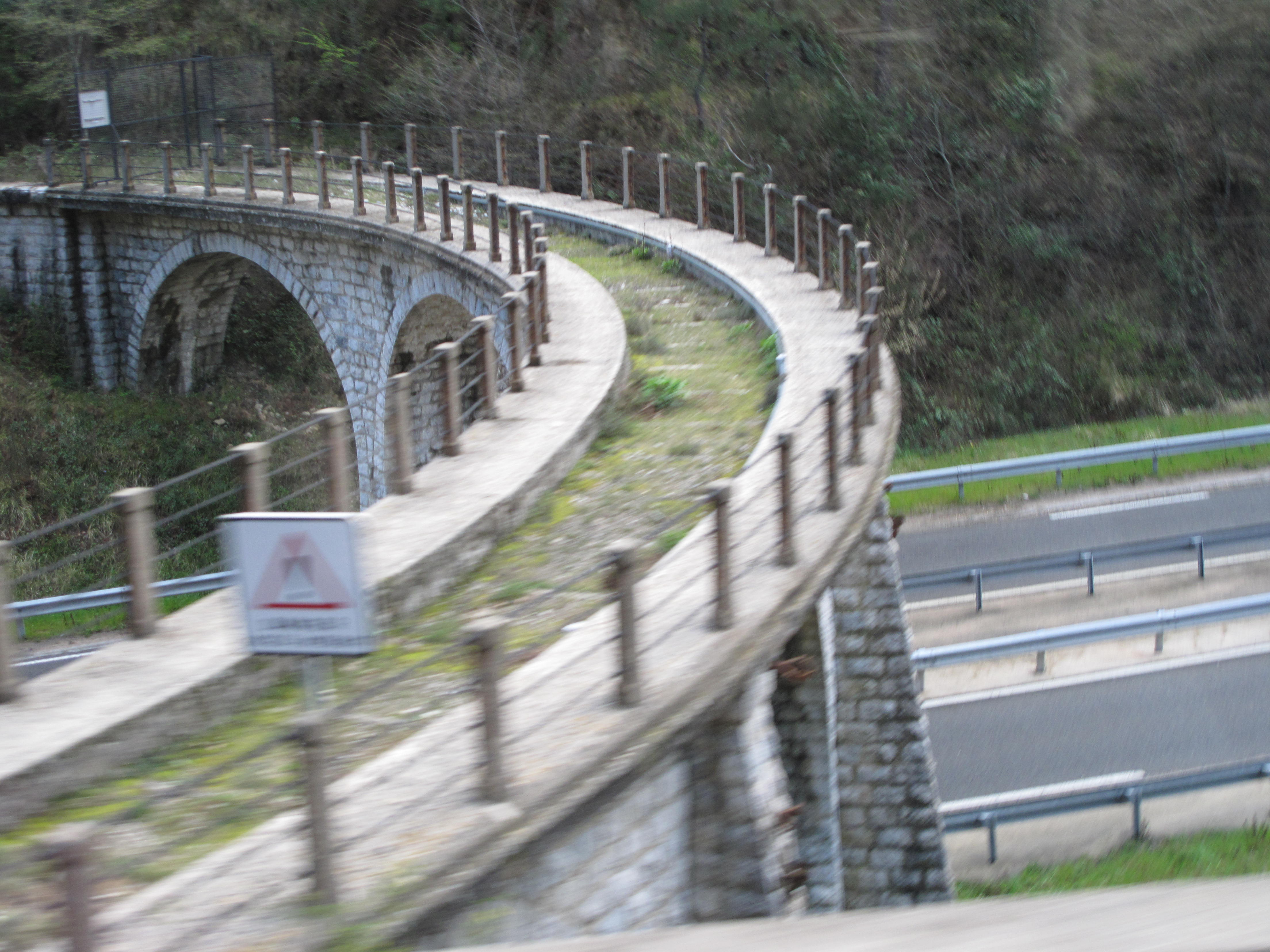
Die Viadukte, hier der Viaduc du Carrei, blieben erhalten